# روبرت تومسون (لاعب كرة قدم بريطاني)
روبرت تومسون (بالإنجليزية: Robert Thomson)‏ (24 أكتوبر 1905 - ) هو مدرب كرة قدم ولاعب كرة قدم بريطاني (وحمل سابقاً جنسية المملكة المتحدة لبريطانيا العظمى وأيرلندا) في مركز الظهير. لعب مع نادي فالكيرك.

## وصلات خارجية
- روبرت تومسون على موقع الاتحاد الإسكتلندي (الإنجليزية)
- روبرت تومسون على موقع قاعدة بيانات كرة القدم.إي يو (الإنجليزية)